# Liste der Monuments historiques in Haulmé
Die Liste der Monuments historiques in Haulmé führt die Monuments historiques in der französischen Gemeinde Haulmé auf.

## Liste der Objekte
| Bezeichnung                       | Beschreibung          | Standort                        | Kennzeichnung | Schutzstatus | Datum | Bild |
| --------------------------------- | --------------------- | ------------------------------- | ------------- | ------------ | ----- | ---- |
| Skulptur Weihrauchtragender Engel | Holz, 18. Jahrhundert | in der Kirche St-Nicolas (Lage) | PM08000267    | Classé       | 1965  |      |